# Jay Novello
Jay Novello, nato Michael Romano (Chicago, 22 agosto 1904 – North Hollywood, 2 settembre 1982), è stato un attore statunitense.
Recitò in oltre 80 film dal 1930 al 1977 ed è apparso in oltre 110 produzioni televisive dal 1951 al 1976.

## Biografia
Nato da una famiglia di origini italiane, in gioventù frequentò comunità di immigrati di varie nazionalità e discendenze etniche, specializzandosi così in personaggi dall'accento straniero (italiani, ma anche greci, tedeschi, giapponesi, latino-americani). Iniziò a sfruttare questa sua abilità al servizio di varie stazioni radiofoniche della sua zona natia, Chicago, per poi trasferirsi a Hollywood ed esordire nel 1930 con un ruolo non accreditato nel serial cinematografico The Jade Box.
Per oltre quattro decenni interpretò ruoli di comprimario al cinema e in televisione, dove esordì nell'episodio The Seance della serie 
Lucy ed io, andato in onda il 26 novembre 1951, nel ruolo di Mr. Merriweather. Anche sul piccolo schermo interpretò una lunga serie di personaggi minori in molti episodi di serie televisive dagli anni 50 agli anni 70. Interpretò, tra gli altri, il ruolo di Juan Greco in cinque episodi della serie Zorro (1958), del sindaco Mario Lugatto in sette episodi della serie Un equipaggio tutto matto (1965) e di Tio Dichoso nelle tre parti dell'episodio Lost in Spain della serie Tre nipoti e un maggiordomo (1969).
La sua ultima apparizione sul piccolo schermo avvenne nell'episodio Old Is Gold della serie televisiva Chico, andato in onda il 17 dicembre 1976, che lo vide nel ruolo di Mr. Munoz, mentre per il grande schermo l'ultima interpretazione risale al film Il principio del domino: la vita in gioco (1977), in cui interpretò il capitano Ruiz.
Morì a North Hollywood, in California, il 2 settembre 1982 e fu seppellito al San Fernando Mission Cemetery di Mission Hills.

## Filmografia

### Cinema
- The Jade Box, regia di Ray Taylor (1930)
- It Had to Happen, regia di Roy Del Ruth (1936)
- Tenth Avenue Kid, regia di Bernard Vorhaus (1937)
- La città dei ragazzi (Boys Town), regia di Norman Taurog (1938)
- Io e il mio destino (Flirting with Fate), regia di Frank McDonald (1938)
- Il sergente Madden (Sergeant Madden), regia di Josef Von Sternberg (1939)
- Calling All Marines, regia di John H. Auer (1939)
- Bandits and Ballads, regia di Lou Brock (1939)
- Forgotten Girls, regia di Phil Rosen (1940)
- Girl from Havana, regia di Lew Landers (1940)
- The Devil's Pipeline, regia di Christy Cabanne (1940)
- The Border Legion, regia di Joseph Kane (1940)
- Robin Hood of the Pecos, regia di Joseph Kane (1941)
- The Great Train Robbery, regia di Joseph Kane (1941)
- Two Gun Sheriff, regia di George Sherman (1941)
- Sheriff of Tombstone, regia di Joseph Kane (1941)
- Avventura a Bombay (They Met in Bombay), regia di Clarence Brown (1941)
- Citadel of Crime, regia di George Sherman (1941)
- Bad Man of Deadwood, regia di Joseph Kane (1941)
- Unholy Partners, regia di Mervyn LeRoy (1941)
- Swamp Woman, regia di Elmer Clifton (1941)
- Sleepytime Gal, regia di Albert S. Rogell (1942)
- Ombre di Broadway (Broadway), regia di William A. Seiter (1942)
- Dottor Broadway (Dr. Broadway), regia di Anthony Mann (1942)
- Junior G-Men of the Air, regia di Lewis D. Collins e Ray Taylor (1942)
- Avventura al Cairo (Cairo), regia di W. S. Van Dyke (1942)
- Bells of Capistrano, regia di William Morgan (1942)
- King of the Mounties, regia di William Witney (1942)
- The Adventures of Smilin' Jack, regia di Lewis D. Collins e Ray Taylor (1943)
- Passaporto per Suez (Passport to Suez), regia di André De Toth (1943)
- Sleepy Lagoon, regia di Joseph Santley (1943)
- Man from Music Mountain, regia di Joseph Kane (1943)
- La donna fantasma (Phantom Lady), regia di Robert Siodmak (1944)
- Captain America, regia di Elmer Clifton e John English (1944)
- The Great Alaskan Mystery, regia di Lewis D. Collins e Ray Taylor (1944)
- La stirpe del drago (Dragon Seed), regia di Harold S. Bucquet e Jack Conway (1944)
- I cospiratori (The Conspirators), regia di Jean Negulesco (1944)
- The Mystery of the Riverboat, regia di Lewis D. Collins e Ray Taylor (1944)
- California (Can't Help Singing), regia di Frank Ryan (1944)
- Berlino Hotel (Hotel Berlin), regia di Peter Godfrey (1945)
- I toreador (The Bullfighters), regia di Malcolm St. Clair (1945)
- Rapsodia in blu (Rhapsody in Blue), regia di Irving Rapper (1945)
- The Chicago Kid, regia di Frank McDonald (1945)
- Federal Operator 99, regia di Spencer Gordon Bennet (1945)
- Behind City Lights, regia di John English (1945)
- A Parigi nell'ombra (Paris Underground), regia di Gregory Ratoff (1945)
- Vacanze pericolose (Perilous Holiday), regia di Edward H. Griffith (1946)
- Port Said, regia di Reginald Le Borg (1948)
- Per te ho ucciso (Kiss the Blood Off My Hands), regia di Norman Foster (1948)
- Nessuna pietà per i mariti (Tell It to the Judge), regia di Norman Foster (1949)
- Hong Kong (Smuggler's Island), regia di Edward Ludwig (1951)
- Damasco '25 (Sirocco), regia di Curtis Bernhardt (1951)
- Nessuno mi salverà (The Sniper), regia di Edward Dmytryk (1952)
- Il grande cielo (The Big Sky), regia di Howard Hawks (1952)
- Il corsaro (Captain Pirate), regia di Ralph Murphy (1952)
- Nostra Signora di Fatima (The Miracle of Our Lady of Fatima), regia di John Brahm (1952)
- Cattle Town, regia di Noel M. Smith (1952)
- L'altra bandiera (Operation Secret), regia di Lewis Seiler (1952)
- L'amante di ferro (The Iron Mistress), regia di Gordon Douglas (1952)
- Ma and Pa Kettle on Vacation, regia di Charles Lamont (1953)
- La tunica (The Robe), regia di Henry Koster (1953)
- Il diamante del re (The Diamond Queen), regia di John Brahm (1953)
- Tempeste sotto i mari (Beneath the 12-Mile Reef), regia di Robert D. Webb (1953)
- La città spenta (Crime Wave), regia di André De Toth (1954)
- Il mostro delle nebbie (The Mad Magician), regia di John Brahm (1954)
- Giocatore d'azzardo (The Gambler from Natchez), regia di Henry Levin (1954)
- Sabaka il demone del fuoco (Sabaka), regia di Frank Ferrin (1954)
- Il figliuol prodigo (The Prodigal), regia di Richard Thorpe (1955)
- Il figlio di Sinbad (Son of Sinbad), regia di Ted Tetzlaff (1955)
- La moschea nel deserto (Bengazi), regia di John Brahm (1955)
- Giaguaro (Jaguar), regia di George Blair (1956)
- Lisbon, regia di Ray Milland  (1956)
- Orgoglio e passione (The Pride and the Passion), regia di Stanley Kramer (1957)
- In licenza a Parigi (The Perfect Furlough), regia di Blake Edwards (1958)
- Il meraviglioso paese (The Wonderful Country), regia di Robert Parrish (1959)
- Asfalto selvaggio (This Rebel Breed), regia di Richard L. Bare e William Rowland (1960)
- Mondo perduto (The Lost World), regia di Irwin Allen (1960)
- Atlantide continente perduto (Atlantis, the Lost Continent), regia di George Pal (1961)
- Angeli con la pistola (Pocketful of Miracles), regia di Frank Capra (1961)
- Fuga da Zahrain (Escape from Zahrain), regia di Ronald Neame (1962)
- Il piede più lungo (The Man from the Diners' Club), regia di Frank Tashlin (1963)
- La doppia vita di Sylvia West (Sylvia), regia di Gordon Douglas (1965)
- L'arte di amare (The Art of Love), regia di Norman Jewison (1965)
- Una ragazza da sedurre (A Very Special Favor), regia di Michael Gordon (1965)
- Avventura in oriente (Harum Scarum), regia di Gene Nelson (1965)
- Papà, Ma che cosa hai fatto in guerra? (What Did You Do in the War, Daddy?), regia di Blake Edwards (1966)
- Il carnevale dei ladri (The Caper of the Golden Bulls), regia di Russell Rouse (1967)
- The Comic, regia di Carl Reiner (1969)
- Il principio del domino: la vita in gioco (The Domino Principle), regia di Stanley Kramer (1977)

### Televisione
- The George Burns and Gracie Allen Show – serie TV, un episodio (1951)
- Gang Busters – serie TV, un episodio (1952)
- Biff Baker, U.S.A. – serie TV, un episodio (1952)
- Family Theatre – serie TV, un episodio (1952)
- Chevron Theatre – serie TV, un episodio (1952)
- Schlitz Playhouse of Stars – serie TV, un episodio (1953)
- Waterfront – serie TV, un episodio (1954)
- The Pepsi-Cola Playhouse – serie TV, 2 episodi (1953-1954)
- Where's Raymond? – serie TV, un episodio (1954)
- The Halls of Ivy – serie TV, un episodio (1954)
- Four Star Playhouse – serie TV, 3 episodi (1952-1955)
- Climax! – serie TV, episodio 1x12 (1955)
- Fireside Theatre – serie TV, 3 episodi (1952-1955)
- Topper – serie TV, episodio 2x32 (1955)
- The People's Choice – serie TV, un episodio (1955)
- Frontier – serie TV, un episodio (1956)
- Crusader – serie TV, 2 episodi (1955-1956)
- Screen Directors Playhouse – serie TV, episodi 1x06-1x23 (1955-1956)
- Strange Stories – serie TV, un episodio (1956)
- Studio 57 – serie TV, 2 episodi (1955-1956)
- Ford Star Jubilee – serie TV, un episodio (1956)
- Soldiers of Fortune – serie TV, 2 episodi (1955-1956)
- Lucy ed io (I Love Lucy) – serie TV, 3 episodi (1951-1956)
- Matinee Theatre – serie TV, un episodio (1956)
- The Gale Storm Show: Oh, Susanna! – serie TV, un episodio (1956)
- 77º Lancieri del Bengala (Tales of the 77th Bengal Lancers) – serie TV, episodio 1x07 (1956)
- The Bob Cummings Show – serie TV, un episodio (1957)
- Lux Video Theatre – serie TV, 2 episodi (1954-1957)
- Captain David Grief – serie TV, un episodio (1957)
- Goodyear Theatre – serie TV, episodio 1x04 (1957)
- Meet McGraw – serie TV, un episodio (1957)
- Trackdown – serie TV, un episodio (1958)
- Richard Diamond (Richard Diamond, Private Detective) – serie TV, un episodio (1958)
- The Millionaire – serie TV, 2 episodi (1955-1958)
- The Unchained Goddess – film TV (1958)
- Make Room for Daddy – serie TV, 2 episodi (1955-1958)
- The Adventures of Rin Tin Tin – serie TV, 2 episodi (1957-1958)
- Zorro – serie TV, 5 episodi (1958)
- Decision – serie TV, un episodio (1958)
- Bronco – serie TV, episodio 1x02 (1958)
- Northwest Passage – serie TV, un episodio (1958)
- Steve Canyon – serie TV, un episodio (1959)
- The Real McCoys – serie TV, un episodio (1959)
- The Lineup – serie TV, un episodio (1959)
- Sugarfoot – serie TV, episodio 2x19 (1959)
- Lock-Up – serie TV, episodio 1x06 (1959)
- Il tenente Ballinger (M Squad) – serie TV, un episodio (1959)
- Manhunt – serie TV, un episodio (1960)
- Maverick – serie TV, 4 episodi (1957-1960)
- Carovane verso il west (Wagon Train) – serie TV, un episodio (1960)
- Wichita Town – serie TV, episodio 1x19 (1960)
- Colt .45 – serie TV, 2 episodi (1957-1960)
- Bourbon Street Beat – serie TV, episodio 1x25 (1960)
- The Rebel – serie TV, un episodio (1960)
- Bat Masterson – serie TV, un episodio (1960)
- The Donna Reed Show – serie TV, un episodio (1960)
- Avventure in paradiso (Adventures in Paradise) – serie TV, episodio 2x08 (1960)
- The Case of the Dangerous Robin – serie TV, un episodio (1960)
- Coronado 9 – serie TV, un episodio (1961)
- Alcoa Presents: One Step Beyond – serie TV, un episodio (1961)
- The Islanders – serie TV, 2 episodi (1960-1961)
- Hong Kong – serie TV, 2 episodi (1960-1961)
- La città in controluce (Naked City) – serie TV, 3 episodi (1958-1961)
- The Bob Cummings Show – serie TV, un episodio (1961)
- Perry Mason – serie TV, un episodio (1962)
- Hawaiian Eye – serie TV, 2 episodi (1960-1962)
- Have Gun - Will Travel – serie TV, 2 episodi (1962)
- Lawman – serie TV, 2 episodi (1959-1962)
- Indirizzo permanente (77 Sunset Strip) – serie TV, 6 episodi (1959-1962)
- Ensign O'Toole – serie TV, episodio 1x08 (1962)
- The Wide Country – serie TV, episodi 1x05-1x11 (1962)
- The Dick Powell Show – serie TV, 2 episodi (1962-1963)
- Gli intoccabili (The Untouchables) – serie TV, un episodio (1963)
- The Crisis (Kraft Suspense Theatre) – serie TV, un episodio (1963)
- The Outer Limits – serie TV, un episodio (1963)
- The Lucy Show – serie TV, 2 episodi (1963-1964)
- Vacation Playhouse – serie TV, un episodio (1964)
- Combat! – serie TV, un episodio (1964)
- Twelve O'Clock High – serie TV, un episodio (1964)
- The Andy Griffith Show – serie TV, 2 episodi (1962-1964)
- Insight – serie TV, un episodio (1965)
- The Bravo Duke – film TV (1965)
- Un equipaggio tutto matto (McHale's Navy) – serie TV, 7 episodi (1965)
- The Smothers Brothers Show – serie TV, un episodio (1966)
- Le spie (I Spy) – serie TV, 2 episodi (1965-1966)
- Io e i miei tre figli (My Three Sons) – serie TV, un episodio (1966)
- I forti di Forte Coraggio (F Troop) – serie TV, un episodio (1966)
- Mr. Terrific – serie TV, un episodio (1967)
- The Mothers-In-Law – serie TV, un episodio (1967)
- Pattuglia del deserto (The Rat Patrol) – serie TV, un episodio (1968)
- Death Valley Days – serie TV, 3 episodi (1965-1968)
- Lassie – serie TV, un episodio (1968)
- Le nuove avventure di Huck Finn (The New Adventures of Huckleberry Finn) – serie TV, un episodio (1968)
- The Flying Nun – serie TV, un episodio (1969)
- La terra dei giganti (Land of the Giants) – serie TV, un episodio (1969)
- Tre nipoti e un maggiordomo (Family Affair) – serie TV, 3 episodi (1969)
- Gomer Pyle: USMC – serie TV, 2 episodi (1967-1969)
- Il grande teatro del west (The Guns of Will Sonnett) – serie TV, 2 episodi (1967-1969)
- Bonanza – serie TV, 2 episodi (1965-1969)
- Giulia (Julia) – serie TV, un episodio (1969)
- Dove vai Bronson? (Then Came Bronson) – serie TV, un episodio (1970)
- Love, American Style – serie TV, un episodio (1971)
- Ironside – serie TV, un episodio (1971)
- Mod Squad, i ragazzi di Greer (The Mod Squad) – serie TV, 2 episodi (1969-1971)
- Bearcats! – serie TV, un episodio (1971)
- F.B.I. (The F.B.I.) – serie TV, un episodio (1972)
- Uno sceriffo a New York (McCloud) – serie TV, un episodio (1973)
- La famiglia Brady (The Brady Bunch) – serie TV, un episodio (1973)
- Le strade di San Francisco (The Streets of San Francisco) – serie TV, un episodio (1973)
- Mannix – serie TV, 3 episodi (1968-1975)
- Bronk – serie TV, un episodio (1975)
- Il tenente Kojak (Kojak) – serie TV, un episodio (1976)
- Chico (Chico and the Man) – serie TV, un episodio (1976)

## Doppiatori italiani
- Gianfranco Bellini in Angeli con la pistola, Zorro
- Vinicio Sofia in Avventura in Oriente
- Gianni Bonagura in Zorro (ridoppiaggio)